# Paul Bird Motorsport
Paul Bird Motorsport (PBM) är ett brittiskt roadracingstall som tävlade i MotoGP från 2012 till 2014. Stallchef och ägare är Paul Bird. Teamet hade tävlat i många år i Storbritannien och i Superbike-VM innan det Roadracing-VM 2012 gjorde debut i MotoGP med James Ellison som förare och ART-Aprilia som motorcykel. Roadracing-VM 2013 utökade stallet till två motorcyklar; en ART och en egenutvecklad PBM. Förare var Yonny Hernandez och Michael Laverty. När Hernandez gick till Pramac Racing efter 13 race ersattes han av Damian Cudlin. Roadracing-VM 2014 körde förutom Laverty även Broc Parkes för PBM. Stallet lämnade MotoGP efter 2014 för att koncentrera resurserna på brittiska superbikemästerskapen.